# خان آرزو
خان آرزو (1101 - 1169 هـ) هو عالم و فيلسوف و أديب و شاعر ، من أهل الهند.
هو سراج الدين علي خان بن حسام الدين الأكبر آبادي الهندي، المعروف بخان آرزو. ولد بمدينة كواليا سنة 1101 هـ في الهند، وبعدها انتقل إلى مدينة شاه جهان آباد ثم إلى مدينة لكهنو ، و بها توفي في الثالث من شهر ربيع الثاني 1169 هـ، وقيل توفي بعد سنة 1230 هـ.

## آثاره
له: «چراغ هدايت» و «سراج اللغة» و «مجمع النفائس» و «تنبيه الغافلين» و «كليات الشعراء» ، و له ثلاث دواوين شعرية.